# 蓋茨堡邦聯軍戰鬥序列
蓋茨堡之役（Battle of Gettysburg，1863年7月1日至7月3日）於賓夕凡尼亞蓋茨堡及其附近地區進行，為蓋茨堡戰役之一部分，是美國內戰中最血腥的一場戰鬥，經常被引以為美國內戰的轉捩點。聯邦軍的喬治·米德（George Gordon Meade）少將所率之波多馬克軍團抵擋由邦聯軍的羅伯特·李將軍所部北維吉尼亞軍團之進攻，獲得決定性勝利，終結了李將軍第二次，也是最後一次入侵美國北方各州。
北維吉尼亞軍團與其他邦聯軍中的軍團一樣，其將領都曾為北軍服務，故內戰時的兩軍之組織一直都十分相似，同樣有一個人作為總司令，擁有步兵、砲兵和騎兵。
蓋茨堡之役時，北維吉尼亞軍團（Army）是由三個軍（Corps）組成，一個軍由三個師（Division）組成，一個師由四至五個旅（Brigade）組成，一個旅由四至六個步兵團或騎兵團（Regiment）組成。

## 官方詳細記錄

### 總司令
李將軍

### 第一軍
軍長為詹姆斯·隆史崔特（James Longstreet）中將，擁有三個師（division）和一個後備砲兵部隊（artillery reserve）。

#### 第一師
於七天戰役（Seven Days Battles）後，拉法葉·麥克羅斯（Lafayette McLaws）少將指揮此師。
其部下為:
1. 約瑟夫·科曉（Joseph Kershaw）准將旅
- 南卡羅來納州第二步兵團
- 南卡羅來納州第三步兵團
- 南卡羅來納州第七步兵團
- 南卡羅來納州第八步兵團
- 南卡羅來納州第十五步兵團
- 南卡羅來納州第三步兵營

2. 保羅·西門斯（Paul Jones Semmes）准將旅
- 佐治亞州第十步兵團
- 佐治亞州第五十步兵團
- 佐治亞州第五十一步兵團
- 佐治亞州第五十三步兵團

3. 威廉·巴克斯戴爾（William Barksdale）准將旅
- 密西西比州第十三步兵團
- 密西西比州第十七步兵團
- 密西西比州第十八步兵團
- 密西西比州第二十一步兵團

4. 威廉·伍佛（William T. Wofford）准將旅
- 佐治亞州第十六步兵團
- 佐治亞州第十八步兵團
- 佐治亞州第二十四步兵團
- Cobb's Legion
- Phillips' Legion

5. 砲兵營
- 北卡羅來納州第一砲隊A連
- 普拉斯基砲隊（來自喬治亞州）
- 里奇蒙第一榴彈砲隊
- 特魯普砲隊（來自喬治亞州）

#### 第二師
自半島會戰起，喬治·皮克特（George Edward Pickett）少將指揮此師。
其部下都來自維吉尼亞州:
1. 李察·加耐特（Richard Garnett）准將旅
- 維吉尼亞州第八步兵團
- 維吉尼亞州第十八步兵團
- 維吉尼亞州第十九步兵團
- 維吉尼亞州第二十八步兵團
- 維吉尼亞州第五十六步兵團

2. 詹姆斯·勞森·肯柏（James Lawson Kemper）准將旅
- 維吉尼亞州第一步兵團
- 維吉尼亞州第三步兵團
- 維吉尼亞州第七步兵團
- 維吉尼亞州第十一步兵團
- 維吉尼亞州第二十四步兵團

3. 路易斯·亞米斯德（Lewis Addison Armistead）准將旅
- 維吉尼亞州第九步兵團
- 維吉尼亞州第十四步兵團
- 維吉尼亞州第三十八步兵團
- 維吉尼亞州第五十三步兵團
- 維吉尼亞州第五十七步兵團

4. 砲兵營
- 福基爾砲隊（來自福基爾郡（維吉尼亞州））
- 翰普登砲隊（來自維吉尼亞州）
- 里奇蒙法葉特砲隊
- 林奇堡砲隊（來自維吉尼亞州）

#### 第三師
自半島會戰後，約翰·胡德少將指揮此師。
其部下為:
1. 伊凡德·羅（Evander McIver Law）准將旅
- 阿拉巴馬州第四步兵團
- 阿拉巴馬州第十五步兵團
- 阿拉巴馬州第四十四步兵團
- 阿拉巴馬州第四十七步兵團
- 阿拉巴馬州第四十八步兵團

2. 傑洛米·羅伯森（Jerome B. Robertson）准將旅
- 阿肯色州第三步兵團
- 德克薩斯州第一步兵團
- 德克薩斯州第四步兵團
- 德克薩斯州第五步兵團

3. 喬治·安德森（George Thomas "Tige" Anderson）准將旅
- 佐治亞州第七步兵團
- 佐治亞州第八步兵團
- 佐治亞州第九步兵團
- 佐治亞州第十一步兵團
- 佐治亞州第五十九步兵團

4. 亨利·班寧（Henry Benning）准將旅
- 佐治亞州第二步兵團
- 佐治亞州第十五步兵團
- 佐治亞州第十七步兵團
- 佐治亞州第二十步兵團

5. 砲兵營
- Branch砲隊（來自北卡羅來納州）
- 羅溫砲隊（來自北卡羅來納州）
- 德意志砲隊（來自南卡羅來納州）
- 棕櫚砲隊（來自南卡羅來納州）

#### 後備砲兵部隊
詹姆斯·沃爾頓(James B. Walton)於第一次馬納沙斯之役中取得輝煌戰績，被任命為後備砲兵部隊的最高指揮官。
愛德華·波特·亞歷山大砲兵營
- 愛許蘭砲隊（來自維吉尼亞州）
- 貝德福砲隊（來自維吉尼亞州）
- 布魯克斯砲隊（來自南卡羅來納州）
- 麥迪遜砲隊（來自路易西安納州）
- 維吉尼亞州里奇蒙砲列
- 維吉尼亞州巴斯砲列

新奧爾良之華盛頓砲隊
- 第一連
- 第二連
- 第三連
- 第四連

### 第二軍
軍長為理查·尤爾（Richard S. Ewell）中將，擁有三個師和一個後備砲兵部隊。

#### 第一師
具伯·爾利（Jubal Anderson Early）少將指揮此師。
其部下為:
1. 哈利·黑斯（Harry Hays）准將旅
- 路易西安納州第五步兵團
- 路易西安納州第六步兵團
- 路易西安納州第七步兵團
- 路易西安納州第八步兵團
- 路易西安納州第九步兵團

2. 威廉·史密斯（William Smith）准將旅
- 維吉尼亞州第十三步兵團
- 維吉尼亞州第四十九步兵團
- 維吉尼亞州第五十二步兵團

3. 艾薩克·艾佛瑞（Isaac Avery）與Archibald Godwin准將旅
- 南卡羅來納州第六步兵團
- 南卡羅來納州第二十一步兵團
- 南卡羅來納州第五十七步兵團

4. 約翰·高登（John B. Gordon）准將旅
- 佐治亞州第十三步兵團
- 佐治亞州第二十六步兵團
- 佐治亞州第三十一步兵團
- 佐治亞州第三十八步兵團
- 佐治亞州第六十步兵團
- 佐治亞州第六十一步兵團

5. 砲兵營
- 錢斯勒斯維爾砲隊 (來自維吉尼亞州)
- Courtney砲隊 (來自維吉尼亞州)
- 路易西安納自衛砲隊
- Staunton砲隊 (來自維吉尼亞州)

#### 第二師
羅伯特·羅德斯（Robert E. Rodes）少將指揮此師。
其部下為:
1. 朱尼厄斯·丹尼爾（Junius Daniel）准將旅
- 北卡羅來納州第二步兵團
- 北卡羅來納州第三十二步兵團
- 北卡羅來納州第四十三步兵團
- 北卡羅來納州第四十五步兵團
- 北卡羅來納州第五十三步兵團
- Gallaway步兵團

2. 史帝芬·拉姆索爾（Stephen Dodson Ramseur）准將旅
- 北卡羅來納州第二步兵團
- 北卡羅來納州第四步兵團
- 北卡羅來納州第十四步兵團
- 北卡羅來納州第三十步兵團

3. 愛德華·歐尼爾（Edward Asbury O'Neal）上校旅
- 阿拉巴馬州第三步兵團
- 阿拉巴馬州第五步兵團
- 阿拉巴馬州第六步兵團
- 阿拉巴馬州第十二步兵團
- 阿拉巴馬州第二十六步兵團

4. 喬治·杜勒斯（George P. Doles）准將旅
- 佐治亞州第四步兵團
- 佐治亞州第十二步兵團
- 佐治亞州第二十一步兵團
- 佐治亞州第四十四步兵團

5. 奧佛瑞德·艾佛森（Alfred Iverson）准將旅
- 北卡羅來納州第五步兵團
- 北卡羅來納州第十二步兵團
- 北卡羅來納州第二十步兵團
- 北卡羅來納州第二十三步兵團

5. 砲兵營
- 傑夫·戴維斯砲隊（來自阿拉巴馬州）
- 威廉王砲隊（來自維吉尼亞州）
- 莫里斯砲隊（來自維吉尼亞州）
- 橙砲隊（來自維吉尼亞州）

#### 第三師
愛德華·詹森（Edward Johnson）少將指揮此師。
其部下為:
1. 朱尼厄斯·丹尼爾（Junius Daniel）准將旅
- 馬里蘭州第一步兵團
- 北卡羅來納州第一步兵團
- 北卡羅來納州第三步兵團
- 維吉尼亞州第十步兵團
- 維吉尼亞州第二十三步兵團
- 維吉尼亞州第三十七步兵團

2. 傑西·威廉斯（Jesse Williams）准將旅
- 路易西安納州第一步兵團
- 路易西安納州第二步兵團
- 路易西安納州第十步兵團
- 路易西安納州第十四步兵團
- 路易西安納州第十五步兵團

3. 詹姆斯·沃克（James Walker）准將旅
- 維吉尼亞州第二步兵團
- 維吉尼亞州第四步兵團
- 維吉尼亞州第五步兵團
- 維吉尼亞州第二十七步兵團
- 維吉尼亞州第三十三步兵團

4. 約翰·瓊斯（John. M. Jones）准將旅
- 維吉尼亞州第二十一步兵團
- 維吉尼亞州第二十五步兵團
- 維吉尼亞州第四十二步兵團
- 維吉尼亞州第四十四步兵團
- 維吉尼亞州第四十八步兵團
- 維吉尼亞第五十步兵團

5. 砲兵營
- 馬里蘭州第一砲隊
- 阿利根尼砲隊 (來自維吉尼亞州)
- 切薩皮克砲隊 (來自馬里蘭州)
- 李砲隊 (來自維吉尼亞州)

#### 後備砲兵部隊
由布朗(Thompson Brown)指揮
Willis Dance之砲兵營
- 里奇蒙第二砲隊 (來自維吉尼亞州)
- 里奇蒙第三砲隊 (來自維吉尼亞州)
- 波瓦坦砲隊 (來自維吉尼亞州)
- 羅克布里奇砲隊 (來自維吉尼亞州)
- 塞勒姆砲隊 (來自維吉尼亞州)

William Nelson之砲兵營
- 阿默斯特砲隊 (來自維吉尼亞州)
- 弗盧萬納砲隊 (來自維吉尼亞州)
- 佐治亞砲隊

### 第三軍
軍長為安伯洛斯·希爾（Ambrose Powell Hill）中將，擁有三個師和一個後備砲兵部隊。

#### 第一師
理察·安德森（Richard H. Anderson）少將指揮此師。
其部下為:
1. 凱德馬斯·威爾考克斯（Cadmus Marcellus Wilcox）旅
- 阿拉巴馬州第八步兵團
- 阿拉巴馬州第九步兵團
- 阿拉巴馬州第十步兵團
- 阿拉巴馬州第十一步兵團
- 阿拉巴馬州第十四步兵團

2. 安伯洛斯·賴特（Ambrose Ransom Wright）准將旅
- 佐治亞州第三步兵團
- 佐治亞州第二十二步兵團
- 佐治亞州第四十八步兵團
- 佐治亞州第二步兵營

3. 威廉·馬洪（William Mahone）准將旅
- 維吉尼亞州第六步兵團
- 維吉尼亞州第十二步兵團
- 維吉尼亞州第十六步兵團
- 維吉尼亞州第四十一步兵團
- 維吉尼亞州第六十一步兵團

4. 大衛·朗（David Lang）上校旅
- 佛羅里達州第二步兵團
- 佛羅里達州第五步兵團
- 佛羅里達州第八步兵團

5. 卡納·波西（Carnot Posey）准將旅
- 密西西比州第十二步兵團
- 密西西比州第十六步兵團
- 密西西比州第十九步兵團
- 密西西比州第四十八步兵團

6. 約翰·朗（John Lang）砲兵營
- A連
- B連
- C連

#### 第二師
亨利·海斯（Henry Heth）少將指揮此師。
1. 詹姆斯·約翰斯頓·佩蒂格魯（James J. Pettigrew）准將旅
- 北卡羅來納州第十一步兵團
- 北卡羅來納州第二十六步兵團
- 北卡羅來納州第四十七步兵團
- 北卡羅來納州第五十二步兵團

2. 約翰·布洛肯布羅（John Brockenborough）上校旅
- 維吉尼亞州第四十步兵團
- 維吉尼亞州第四十七步兵團
- 維吉尼亞州第五十五步兵團
- 維吉尼亞州第二十二步兵營

3. 詹姆斯·亞契（James Archer）准將旅
- 阿拉巴馬州第五步兵團
- 阿拉巴馬州第十三步兵團
- 田納西州第一步兵團
- 田納西州第七步兵團
- 田納西州第十四步兵團

4. 約瑟夫·戴維斯（Joseph R. Davis）准將旅
- 密西西比州第二步兵團
- 密西西比州第十一步兵團
- 密西西比州第四十二步兵團
- 密西西比州第五十五步兵團

5. 約翰·加耐特（John Garnett）上校砲兵營
- 阿森松砲隊（來自路易西安納州）
- 赫格砲隊 （來自維吉尼亞州）
- 路易斯砲隊 （來自維吉尼亞州）
- Norfolk Light Artillery Blues

#### 第三師
威廉·彭德（William Dorsey Pender）少將指揮此師。
1. 亞伯納·皮爾林（Abner M. Perrin）上校旅
- 南卡羅來納州第一步兵團（臨時）
- 南卡羅來納州第一來福槍團(1st South Carolina Rifles)
- 南卡羅來納州第十二步兵團
- 南卡羅來納州第十三步兵團
- 南卡羅來納州第十四步兵團

2. 詹姆斯·連恩（James Henry Lane）准將旅
- 北卡羅來納州第七步兵團
- 北卡羅來納州第十八步兵團
- 北卡羅來納州第二十八步兵團
- 北卡羅來納州第三十三步兵團
- 北卡羅來納州第三十七步兵團

3. 愛德華·托馬斯（Edward Lloyd Thomas）准將旅
- 佐治亞州第十四步兵團
- 佐治亞州第三十五步兵團
- 佐治亞州第四十五步兵團
- 佐治亞州第四十九步兵團

4. 奧佛瑞德·史傑爾（Alfred Moore Scales）准將旅
- 佐治亞州第十三步兵團
- 佐治亞州第十六步兵團
- 佐治亞州第二十二步兵團
- 佐治亞州第三十四步兵團
- 佐治亞州第三十八步兵團

5. 威廉·波格砲兵營
- 阿爾伯馬爾砲隊（來自維吉尼亞州）
- 夏洛特砲隊（來自北卡羅來納州）
- 麥迪遜砲隊（來自密西西比州）
- 維吉尼亞砲隊（來自Warrington）

#### 後備砲兵部隊
由R. Lindsay Walker指揮
1. D. G. McIntosh砲兵營
- Danville砲隊（來自維吉尼亞州）
- 哈達威砲隊（來自阿拉巴馬州）
- 第二Rockbridge砲隊（來自維吉尼亞州）
- 里奇蒙砲隊（來自維吉尼亞州）

2. William Pegram砲兵營
- 克倫蕭砲隊（來自維吉尼亞州）
- 弗雷德里克斯堡砲隊（來自維吉尼亞州）
- 珀塞爾砲隊（來自維吉尼亞州）
- 萊徹砲隊（來自維吉尼亞州）
- Pee Dee砲隊（來自北卡羅來納州）

## 外部連結
- （页面存档备份，存于）